# Weißenborn (Hessen)

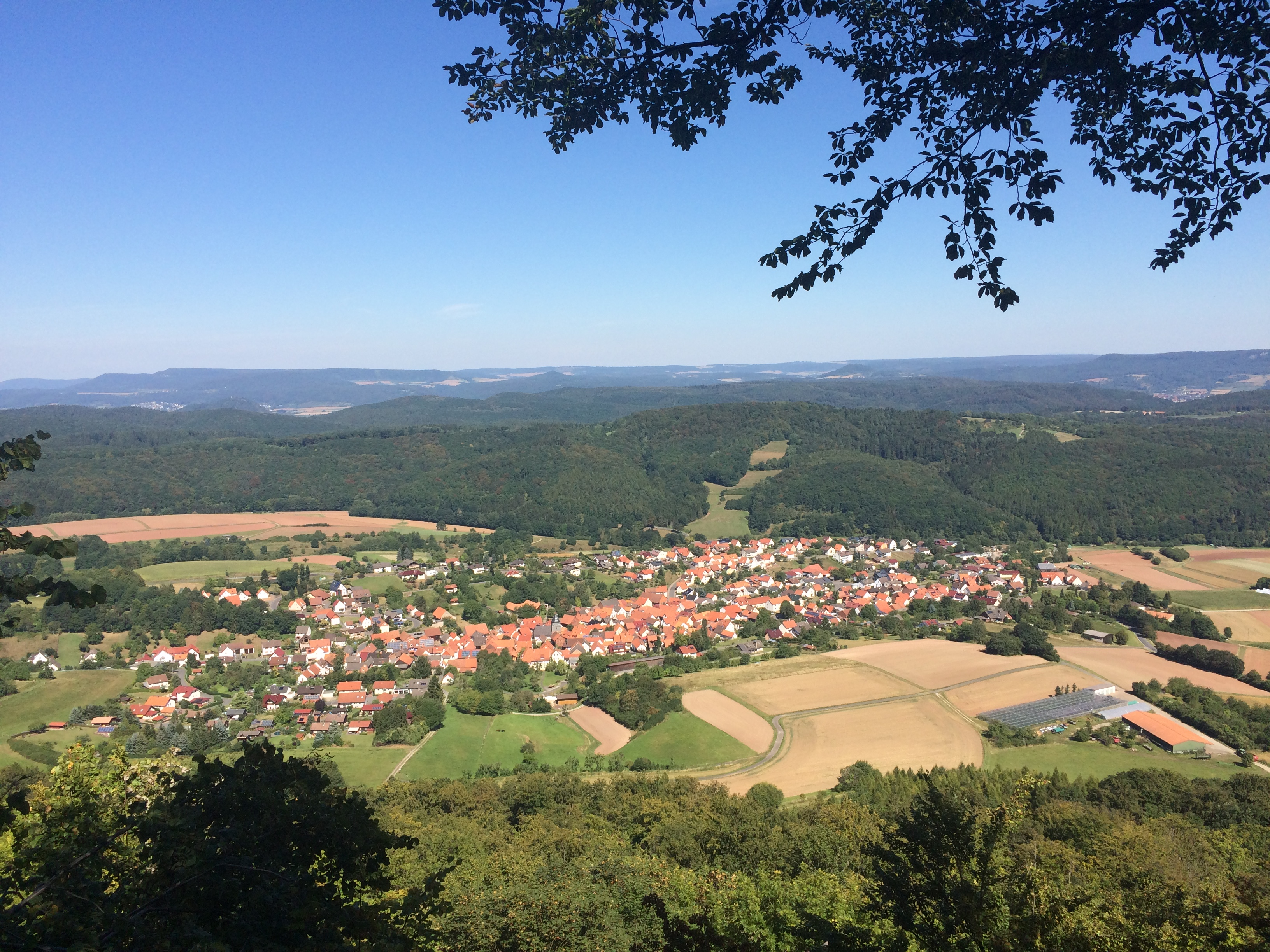
Blick vom Aussichtspunkt Anger (Graburg) auf Weißenborn

Weißenborn ist eine Gemeinde im nordhessischen Werra-Meißner-Kreis. Sie besteht aus den beiden Ortsteilen Weißenborn und Rambach und ist mit 953 Einwohnern (Stand 31. Dezember 2023) die kleinste eigenständige Gemeinde in Hessen. Sie löste damit am 1. Januar 2018 Hesseneck ab, das zusammen mit Beerfelden, Sensbachtal und Rothenberg zur neuen Stadt Oberzent vereinigt wurde.

## Geographie

### Geographische Lage
Weißenborn liegt im nordhessischen Bergland etwa 8 km (Luftlinie) südöstlich von Eschwege und stößt an einen Grenzabschnitt zu Thüringen. Es befindet sich im Schlierbachswald, an den sich unweit südlich der Gemeinde der Ringgau anschließt. Unweit südwestlich von Weißenborn (ca. 280 m ü. NHN) erhebt sich die Rabenkuppe (514,8 m ü. NHN), knapp 6 km (Luftlinie) östlich der Ortschaft jenseits der thüringischen Grenze der Heldrastein (503,8 m ü. NN). Es gehört zum Geo-Naturpark Frau-Holle-Land.

### Geologie
Der Ort befindet sich im Bereich des Trias. Seit dem Mittelalter wurde im Flurbezirk Auf der See ein Sandsteinvorkommen ausgebeutet, das dann zerkleinerte Material wurde als Stubenstreusand verkauft. Die so entstandenen umfangreichen höhlenartigen Abbaugruben und Schächte galten als Sehenswürdigkeit. Unter der Felswand der Graburg wurden hochwertige Kalksteinschichten entdeckt, deren Ausbeutung aber aus Gründen des Natur- und Landschaftsschutzes unterbleibt.

### Nachbargemeinden
Weißenborn grenzt im Nordosten und Osten an die Stadt Treffurt (im thüringischen Wartburgkreis), im Süden an die Gemeinde Ringgau, im Westen an die Gemeinde Wehretal, sowie im Nordwesten an die Stadt Eschwege (alle drei im Werra-Meißner-Kreis).

## Geschichte

### Ortsgeschichte
Fundstücke bezeugen, dass schon ca. 2000 v. Chr. Menschen im Gebiet des heutigen Weißenborn lebten. Die umliegenden Berge, besonders die Graburg, die Schäfersburg und der Heldrastein mit der Hüneburg waren schon in frühgeschichtlicher Zeit von Bedeutung. Der Ort selbst wurde, soweit bisher bekannt, erstmals 1365 urkundlich erwähnt: 1365, am Sente Egidii Tag, veräußerten die Gebrüder Conrad und Otto von Völkershausen ihre Privilegien, die sie bisher über die fünf Dörfer Wißenborn, Rampeche, Heldere, Helderbeche und Alden Bursla besaßen, mit Gericht und allem Recht an den Landgrafen Otto I. von Hessen für siebzig Mark Eschweger Währung, während ihr Dorf Volkershusen von diesem Verkauf ausgeschlossen blieb.
Für die Ortsgeschichte waren zuvor die auf der benachbarten Burg Normannstein ansässigen Herren von Treffurt bestimmend. Starke kulturelle Impulse gingen von der im Nachbarort Großburschla befindlichen Stiftskirche Sankt Bonifacius aus, und die Stiftsherren waren bis zur Reformation im Besitz umfangreicher Ländereien und Wälder (Stiftswald). Die Nutzungsrechte an diesem Waldbesitz ging im Anschluss an die Allendorfer Salzsieder (Pfännerschaft) über, welche große Teile des Forstbezirkes als Hauwald nutzten. Für die Saline wurde auch das jährlich benötigte Baumaterial für die Dorngradierhäuser bereitgestellt. Eine gewisse wirtschaftliche Bedeutung besaß der Sandhandel für das Dorf Rambach. Die sogenannten Tatern, wohl eine zeitweise sesshafte Gruppe Zigeuner, hatten den Abbau und Handel dieses Wirtschaftsgutes übernommen.
Der Dreiherrenstein und weitere Grenzsteine auf dem Heldrastein bezeugen die zeitweise Zugehörigkeit Weißenborns zum Königreich Preußen. Seit dem späten 19. Jahrhundert bis zum Zweiten Weltkrieg war die Mehrzahl der erwerbsfähigen männlichen Bewohner gezwungen, sich als Wanderarbeiter in Norddeutschland und im Rheinland zu verdingen; die Ortschronik nennt diese Zeit das Dorf ohne Männer.
Durch den Ausbau des Eisenbahnnetzes gewann der Heldrastein eine touristische Bedeutung, wovon auch die Umlandgemeinden einen Nutzen ziehen konnten. Auf dem Gipfel entstand der Carl-Alexander-Turm.
Der Zweite Weltkrieg brachte auch in Weißenborn und Rambach Tod und Leid mit sich, dabei wurden noch kurz vor Kriegsende 11 Wohnhäuser und 34 Wirtschaftsgebäude zerstört oder schwer beschädigt. Diese Schäden wurden jedoch rasch unter Leitung des damaligen Bürgermeister Witthüser beseitigt werden. Weit problematischer wurde die mit der Deutschen Teilung geschaffene Grenzlage unmittelbar am Rande der damaligen Sowjetischen Besatzungszone. Insbesondere die zuvor engen familiären und wirtschaftlichen Verbindungen zu den thüringischen Nachbarorten wurden gekappt.
In den 1950er Jahren siedelten sich in beiden Ortsteilen mehrere heimatvertriebene Familien und Flüchtlinge an. Seit Mitte der 1960er Jahre mussten die Bewohner den schrittweisen Ausbau der Grenzsperranlagen durch das DDR-Regime ertragen. Landbesitz in den thüringischen Nachbarorten war nicht mehr erreichbar oder wurde enteignet. Die Ortsverbindungswege nach Großburschla und Ifta wurden gekappt. Auf hessischer Seite wurden später durch den Bundesgrenzschutz Straßen und Wege sowie mehrere Beobachtungspunkte für Besucher angelegt.
Hessische Gebietsreform (1970–1977)
Im Zuge der Gebietsreform in Hessen fusionierten zum 1. Oktober 1971 die Gemeinden Rambach und Weißenborn zur erweiterten Gemeinde Weißenborn. Für den Ortsteil Rambach wurde ein Ortsbezirk mit Ortsbeirat und Ortsvorsteher nach der Hessischen Gemeindeordnung eingerichtet.

### Verwaltungsgeschichte im Überblick
Die folgende Liste zeigt die Staaten und Verwaltungseinheiten, denen Weißenborn angehört(e):
- vor 1567: Heiliges Römisches Reich, Landgrafschaft Hessen, Amt Wanfried
- ab 1567: Heiliges Römisches Reich (bis 1806), Niederhessen, Landgrafschaft Hessen-Kassel, Amt Wanfried
  - 1627–1834: Landgrafschaft Hessen-Rotenburg (sogenannte Rotenburger Quart), teilsouveränes Fürstentum unter reichsrechtlicher Oberhoheit der Landgrafschaft Hessen-Kassel bzw. des Kurfürstentums Hessen
- ab 1806: Landgrafschaft Hessen-Kassel, Amt Wanfried
- ab 1807: Königreich Westphalen, Departement der Werra, Distrikt Eschwege, Kanton Aue
- ab 1815: Kurfürstentum Hessen, Amt Wanfried[7]
- ab 1821: Kurfürstentum Hessen, Provinz Niederhessen, Kreis Eschwege[8][Anm. 2]
- ab 1848: Kurfürstentum Hessen, Bezirk Eschwege
- ab 1851: Kurfürstentum Hessen, Provinz Niederhessen, Kreis Eschwege
- ab 1867: Norddeutscher Bund[Anm. 3], Königreich Preußen, Provinz Hessen-Nassau, Regierungsbezirk Kassel, Kreis Eschwege
- ab 1871: Deutsches Reich, Königreich Preußen, Provinz Hessen-Nassau, Regierungsbezirk Kassel, Kreis Eschwege
- ab 1918: Deutsches Reich, Freistaat Preußen, Provinz Hessen-Nassau, Regierungsbezirk Kassel, Kreis Eschwege
- ab 1944: Deutsches Reich, Freistaat Preußen, Provinz Kurhessen, Landkreis Eschwege
- ab 1945: Amerikanische Besatzungszone, Groß-Hessen, Regierungsbezirk Kassel, Landkreis Eschwege
- ab 1946: Amerikanische Besatzungszone, Hessen, Regierungsbezirk Kassel, Landkreis Eschwege
- ab 1949: Bundesrepublik Deutschland, Hessen, Regierungsbezirk Kassel, Landkreis Eschwege
- ab 1974: Bundesrepublik Deutschland, Hessen, Regierungsbezirk Kassel, Werra-Meißner-Kreis

## Bevölkerung

### Einwohnerstruktur 2011
Nach den Erhebungen des Zensus 2011 lebten am Stichtag dem 9. Mai 2011 in Weißenborn 1095 Einwohner. Darunter waren 26 (2,4 %) Ausländer, von denen 7 aus dem EU-Ausland, 4 aus anderen europäischen Ländern und 15 aus anderen Staaten kamen. (Bis zum Jahr 2020 erhöhte sich die Ausländerquote auf 4,8 %.) Nach dem Lebensalter waren 180 Einwohner unter 18 Jahren, 408 waren zwischen 18 und 49, 243 zwischen 50 und 64 und 264 Einwohner waren älter. Die Einwohner lebten in 453 Haushalten. Davon waren 111 Singlehaushalte, 139 Paare ohne Kinder und 156 Paare mit Kindern, sowie 51 Alleinerziehende und 3 Wohngemeinschaften. In 99 Haushalten lebten ausschließlich Senioren und in 264 Haushaltungen lebten keine Senioren.

### Einwohnerentwicklung
- 1574: 68 Haushaltungen[5]
- 1747: 85 Haushaltungen[5]

| Weißenborn: Einwohnerzahlen von 1834 bis 2020 | Weißenborn: Einwohnerzahlen von 1834 bis 2020 | Weißenborn: Einwohnerzahlen von 1834 bis 2020 | Weißenborn: Einwohnerzahlen von 1834 bis 2020 | Weißenborn: Einwohnerzahlen von 1834 bis 2020 |
| --- | --------------------------------------------- | --------------------------------------------- | --------------------------------------------- | --------------------------------------------- |
| Jahr |                                               |                                               |                                               | Einwohner                                     |
| 1834 | 1834                                          |                                               | 436                                           | 436                                           |
| 1840 | 1840                                          |                                               | 474                                           | 474                                           |
| 1846 | 1846                                          |                                               | 521                                           | 521                                           |
| 1852 | 1852                                          |                                               | 491                                           | 491                                           |
| 1858 | 1858                                          |                                               | 489                                           | 489                                           |
| 1864 | 1864                                          |                                               | 512                                           | 512                                           |
| 1871 | 1871                                          |                                               | 512                                           | 512                                           |
| 1875 | 1875                                          |                                               | 552                                           | 552                                           |
| 1885 | 1885                                          |                                               | 615                                           | 615                                           |
| 1895 | 1895                                          |                                               | 612                                           | 612                                           |
| 1905 | 1905                                          |                                               | 684                                           | 684                                           |
| 1910 | 1910                                          |                                               | 737                                           | 737                                           |
| 1925 | 1925                                          |                                               | 814                                           | 814                                           |
| 1939 | 1939                                          |                                               | 902                                           | 902                                           |
| 1946 | 1946                                          |                                               | 1.074                                         | 1.074                                         |
| 1950 | 1950                                          |                                               | 1.081                                         | 1.081                                         |
| 1956 | 1956                                          |                                               | 1.051                                         | 1.051                                         |
| 1961 | 1961                                          |                                               | 1.045                                         | 1.045                                         |
| 1967 | 1967                                          |                                               | 1.077                                         | 1.077                                         |
| 1970 | 1970                                          |                                               | 1.104                                         | 1.104                                         |
| 1973 | 1973                                          |                                               | 1.294                                         | 1.294                                         |
| 1975 | 1975                                          |                                               | 1.260                                         | 1.260                                         |
| 1980 | 1980                                          |                                               | 1.226                                         | 1.226                                         |
| 1985 | 1985                                          |                                               | 1.188                                         | 1.188                                         |
| 1990 | 1990                                          |                                               | 1.236                                         | 1.236                                         |
| 1995 | 1995                                          |                                               | 1.254                                         | 1.254                                         |
| 2000 | 2000                                          |                                               | 1.253                                         | 1.253                                         |
| 2005 | 2005                                          |                                               | 1.160                                         | 1.160                                         |
| 2010 | 2010                                          |                                               | 1.105                                         | 1.105                                         |
| 2011 | 2011                                          |                                               | 1.095                                         | 1.095                                         |
| 2015 | 2015                                          |                                               | 1.037                                         | 1.037                                         |
| 2020 | 2020                                          |                                               | 896                                           | 896                                           |
| Datenquelle: Historisches Gemeindeverzeichnis für Hessen: Die Bevölkerung der Gemeinden 1834 bis 1967. Wiesbaden: Hessisches Statistisches Landesamt, 1968. Weitere Quellen: ; Hessisches Statistisches Informationssystem; Zensus 2011 Nach 1970 einschließlich der im Zuge der Gebietsreform in Hessen eingegliederten Orte. |                                               |                                               |                                               |                                               |

## Religion
Evangelische Kirche

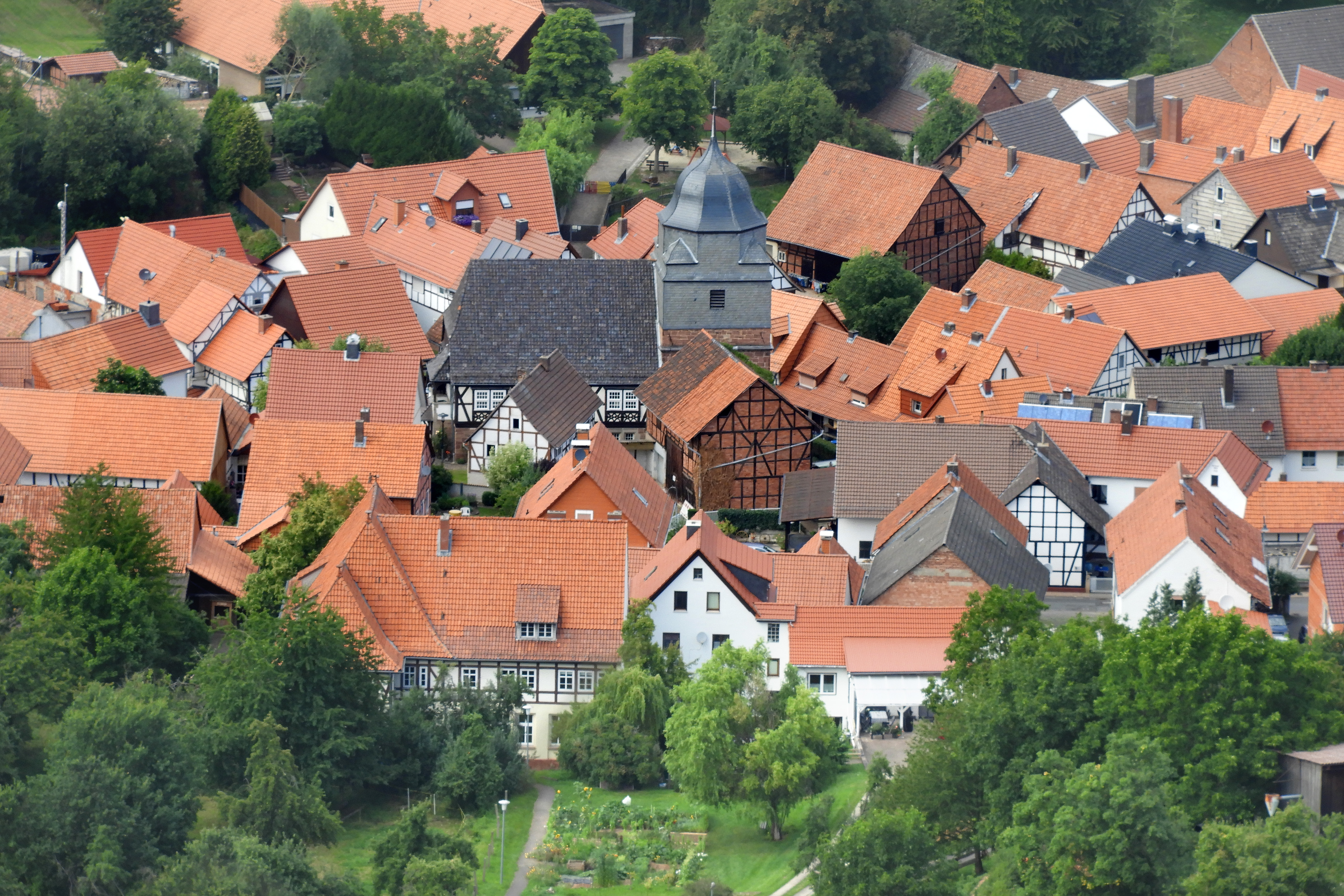
Die evangelische Pfarrkirche

Der älteste Teil der Weißenbörner Pfarrkirche ist der vermutlich 1577 errichtete Chorturm. Die verschieferte Glockenstube mit der abschließenden Haube ist dem Turm 1913 aufgesetzt worden. Im gleichen Jahr wurde das in 1697 angesetzte Schiff grundlegend erneuert.
Die äußere Ansicht wird vor allem durch das Fachwerkgefüge geprägt, das den Einfluss thüringischer Fachwerkarchitektur deutlich erkennen lässt. Bemerkenswert sind die für Hessen eher untypischen K-Streben und das reiche Rautengeflecht der Gefache unter den Fenstern.
Im Inneren erhebt sich ein heller, reich ausgestatteter Saal mit abschließender Holztonne und Hängeverstrebung. Im Zuge der jüngsten Renovierungsarbeiten, Anfang der 2010er Jahre, wurden zwischen den Schmuckornamenten der Tonnendecke und Galerie mehr als 400 mattgoldene Sterne gemalt. Interessenten konnten die Patenschaft für einen der Sterne erwerben. Die Sterne sind auf einem Plan nummeriert, der in einem Informationskasten mit den Namen der Paten aushängt. Jeder Sternenpate bekam zudem eine Urkunde mit einem Bibelvers und der Nummer seines Sterns. Der Erlös aus den Sternpatenschaften soll komplett in die Renovierung der Kirche fließen.
Schützenswerte Ausstattungsgegenstände sind die Kanzel und der Pfarrstuhl von 1700 sowie ein Taufstein aus dem 16. Jahrhundert.
Die Kirche ist aus künstlerischen, geschichtlichen und baulichen Gründen ein Kulturdenkmal.
Evangelische Gemeinde
Die Evangelische Kirchengemeinde Weißenborn gehört mit den Gemeinden Lüderbach, Rambach und Rittmannshausen zum Kirchspiel Weißenborn-Rambach im Kirchenkreis Eschwege der Evangelischen Kirche von Kurhessen-Waldeck.
Konfessionsstatistik
| • 1885: | 603 evangelische (= 98,5 %), 4 katholische (= 0,65 %), 8 anderes christliche-konfessionelle (= 1,2 %) Einwohner |
| • 1961: | 965 evangelische (= 92,34 %), 67 katholische (= 6,41 %) Einwohner                                               |
| • 1987: | 1110 evangelische (= 92,1 %), 47 katholische (= 3,9 %), 48 sonstige (= 4,40 %) Einwohner                        |
| • 2011: | 864 evangelische (= 78,9 %), 52 katholische (= 4,2 %), 179 sonstige (= 16,1 %) Einwohner                        |

## Politik

### Gemeindevertretung
Die Kommunalwahl am 14. März 2021 lieferte folgendes Ergebnis, in Vergleich gesetzt zu früheren Kommunalwahlen:
| Gemeindevertretung – Kommunalwahlen 2021                                                                 | Gemeindevertretung – Kommunalwahlen 2021                    |
| --- | ----------------------------------------------------------- |
| Stimmenanteil in %Wahlbeteiligung 61,9 % 50403020100 46,7 (+8,4)34,1 (−9,8)19,2 (+1,4) FWGSPDCDU20162021 | SitzverteilungInsgesamt 15 Sitze - SPD: 5 - FWG: 7 - CDU: 3 |

| Parteien und Wählergemeinschaften | Parteien und Wählergemeinschaften               | % 2021 | Sitze 2021 | % 2016 | Sitze 2016 | % 2011 | Sitze 2011 | % 2006 | Sitze 2006 | % 2001 | Sitze 2001 |
| FWG                               | Freie Wählergemeinschaft Weißenborn und Rambach | 46,7   | 7          | 38,3   | 6          | 28,2   | 4          | 23,2   | 4          | 26,9   | 4          |
| SPD                               | Sozialdemokratische Partei Deutschlands         | 34,1   | 5          | 43,9   | 6          | 42,6   | 7          | 53,9   | 8          | 51,2   | 8          |
| CDU                               | Christlich Demokratische Union Deutschlands     | 19,2   | 3          | 17,8   | 3          | 29,1   | 4          | 22,9   | 3          | 21,9   | 3          |
| Gesamt                            | Gesamt                                          | 100,0  | 15         | 100,0  | 15         | 100,0  | 15         | 100,0  | 15         | 100,0  | 15         |
| Wahlbeteiligung in %              | Wahlbeteiligung in %                            | 61,9   | 61,9       | 59,7   | 59,7       | 67,9   | 67,9       | 72,0   | 72,0       | 71,6   | 71,6       |

### Bürgermeister
Nach der hessischen Kommunalverfassung wird der Bürgermeister für eine sechsjährige Amtszeit gewählt, seit dem Jahr 1993 in einer Direktwahl, und ist Vorsitzender des Gemeindevorstands, dem in der Gemeinde Weißenborn neben dem ehrenamtlichen Bürgermeister ehrenamtlich ein Erster Beigeordneter und vier weitere Beigeordnete angehören. Bürgermeister ist seit dem 6. Juni 2011 der parteiunabhängige Thomas Mäurer. Sein Amtsvorgänger Friedhelm Kerl (SPD) beendete die zweite Amtszeit aus gesundheitlichen Gründen vorzeitig und die Wahl eines neuen Bürgermeisters musste vorgezogen werden. Thomas Mäurer wurde am 22. Mai 2011 im ersten Wahlgang bei 81,2 Prozent Wahlbeteiligung mit 66,0 Prozent der Stimmen gewählt. Es folgten zwei Wiederwahlen, jeweils ohne Gegenkandidaten, zuletzt im März 2023.
Amtszeiten der Bürgermeister
- 2011–2029 Thomas Mäurer[21]
- 2002–2011 Friedhelm Kerl (SPD)[22]
- 1972–2002 Arno Mäurer (SPD)[25]

Die Gemeinde Weißenborn hat den einzigen ehrenamtlichen Bürgermeister in Hessen.

### Städtepartnerschaften
Es besteht eine Städtepartnerschaft mit der ehemaligen Gemeinde Hesseneck (seit 2018: Stadt Oberzent) im Odenwald.

## Kultur und Sehenswürdigkeiten

### Der Dörnermann
Die Einwohner Weißenborns werden als Dörnermänner bezeichnet. Eine entsprechende Figur ziert auch das Ortswappen. Dieser Rufname geht wohl zurück auf die Zeit, als man mit dem Verkauf von Dornreisigbündeln als Brennmaterial, ab dem 17. Jahrhundert dann in großen Mengen für die Gradieranlagen in den Salinen von Bad Sooden-Allendorf und in Creuzburg, Saline Wilhelmsglücksbrunn den Lebensunterhalt bestreiten musste.

### Rambacher Mattenklicker
Der Beiname der Rambacher Bewohner ist Mattenklicker.

### Sehenswürdigkeiten
Im Rahmen der Dorferneuerungsprogramme wurden die beiden Ortsteile in den letzten 20 Jahren grundlegend saniert und erneuert. Rambach wurde Bundessieger im Wettbewerb Unser Dorf soll schöner werden. Nahe der Kirche von Weißenborn befindet sich eine Heimatstube mit zahlreichen Exponaten aus dem bäuerlichen Leben. In der Ortslage befinden sich zwei mittelalterliche Sühnekreuze als Zeugnisse der Ortsgeschichte.
Die beiden Ortsteile sind von zahlreichen Aussichtspunkten, Wanderwegen und Naturschönheiten umgeben.
Die ehemaligen Grenzsperranlagen sind weitestgehend beseitigt worden, der Grenzstreifen wurde Teil des Grünen Bandes. Auf dem Heldrastein befindet sich der Dreiherrenstein – ein markanter Grenzstein der Länder Königreich Preußen, Kurfürstentum Hessen und Großherzogtum Sachsen-Weimar-Eisenach von 1837.

## Wirtschaft und Infrastruktur

### Wirtschaftsstruktur
Wegen der abgeschiedenen Lage an der innerdeutschen Grenze blieb die wirtschaftliche Entwicklung gehemmt, ein bereits in den 1930er Jahren geplantes Zementwerk wurde nicht gebaut, stattdessen bildete seit den 1960er Jahren der Fremdenverkehr eine wachsende Rolle. Im Mai 2014 wurde der Premiumweg 15 Graburg für Wanderer eröffnet.
Weißenborn hat die geringsten Einnahmen, ihre Einwohner das geringste Durchschnittseinkommen aller hessischen Gemeinden. Nachdem die Grundschule und die Dorfkneipe geschlossen wurden, sind die Einwohner nahezu vollständig auf das Pendeln angewiesen.

### Verkehr
Über die Bundesstraße 7 (Kassel–Eisenach) und B 250 (Wanfried–Creuzburg) ist der Ort an das Straßennetz angeschlossen.

## Persönlichkeiten
Der legendäre Räuber Henning trieb im Gebiet um den Heldrastein sein Unwesen; vor dem Krieg konnte man noch seinen Schlupfwinkel, eine Felshöhle, besichtigen.
Als Ehrenbürger hat sich für die Entwicklung des Ortes Lischewski verdient gemacht.